# Curt Gröper
Curt Gröper (* 1916 in Mansfeld; † 1985 in Duisburg) war ein deutscher Maler.

## Biografie
Curt Gröper wurde 1916 in Mansfeld am Harz geboren und wuchs in Duisburg-Hamborn auf. Nach dem Krieg studierte er von 1946 bis 1950 an der damaligen Landeskunstschule in Hamburg, der jetzigen HfbK. Seine Lehrer waren Willem Grimm und Alfred Mahlau. Schon seit der Kindheit war die Seefahrt sein Traum. Zeitlebens fuhr er neben seiner Tätigkeit als freier Künstler zur See, heuerte als Bootsmann auf Frachtschiffen an. Sein Malerfreund war Heinz Peter (1924–1993), mit dem er auch gemeinsam ausstellte.
1985 verstarb er in Duisburg.

## Werk
Gröper schuf eine Fülle von Arbeiten auf Papier und Leinwand, die in der Thematik stark von seinem Leben auf See geprägt waren: Schiffe, Hafenkneipen, „leichte Mädchen“, Städteansichten. Sein Nachlass wird treuhänderisch von der Galerie Blankenese in Hamburg verwaltet, dort war man ihm freundschaftlich verbunden und kennt ihn noch persönlich.

## Ausstellungen
Einzel- und Gruppenausstellungen in Duisburg, Remscheid, Düsseldorf und Hamburg.